# Burgstall Fraunberg
Der Burgstall Fraunberg bezeichnet eine abgegangene mittelalterliche Höhenburg in der Gemarkung St. Christoph, 260 m nordöstlich von Mayrhof bzw. 420 m westlich von  Schätzl, beides Ortsteile der Gemeinde Steinhöring im Landkreis Ebersberg in Bayern.

## Geschichte
Die Burg war im 14. Jahrhundert im Besitz der Grafen von Fraunberg–Haag. 1362 überfiel das Herzogtum Bayern die Grafschaft Haag und machte die haagische Burg Fraunberg nach erbitterten Gefechten mit der Haager Besatzung dem Erdboden gleich.

## Beschreibung
Der Burgstall ist eine zweiteilige Anlage. Es handelt sich um eine grabenumzogene Hochmotte mit erdbefestigtem Vorhof, kegelförmigem von einem Ringgraben umzogenen Turmhügel und ovaler Vorburg auf einem niedrigeren künstlichen Hügel.
Michael Weithmann vermutete 1995, der westlich von St. Christoph gelegene Burgstall Sprinzeneck sei die Burg Fraunberg gewesen und von den Fraunbergern umbenannt worden. Zu dieser Mutmaßung fehlt jedoch jeder historische Nachweis. 1394 erfolgt die Erwähnung eines Burgstalls zu Steinhöring, womit vermutlich nicht der Burgstall Sprinzeneck, sondern der Burgstall Fraunberg gemeint ist.
Von der Burg ist nichts erhalten; heute ist die Stelle als Bodendenkmal D-1-7838-0003 „Burgstall des späten Mittelalters („Fraunberg“)“ vom Bayerischen Landesamt für Denkmalpflege erfasst.